# Lök (art)

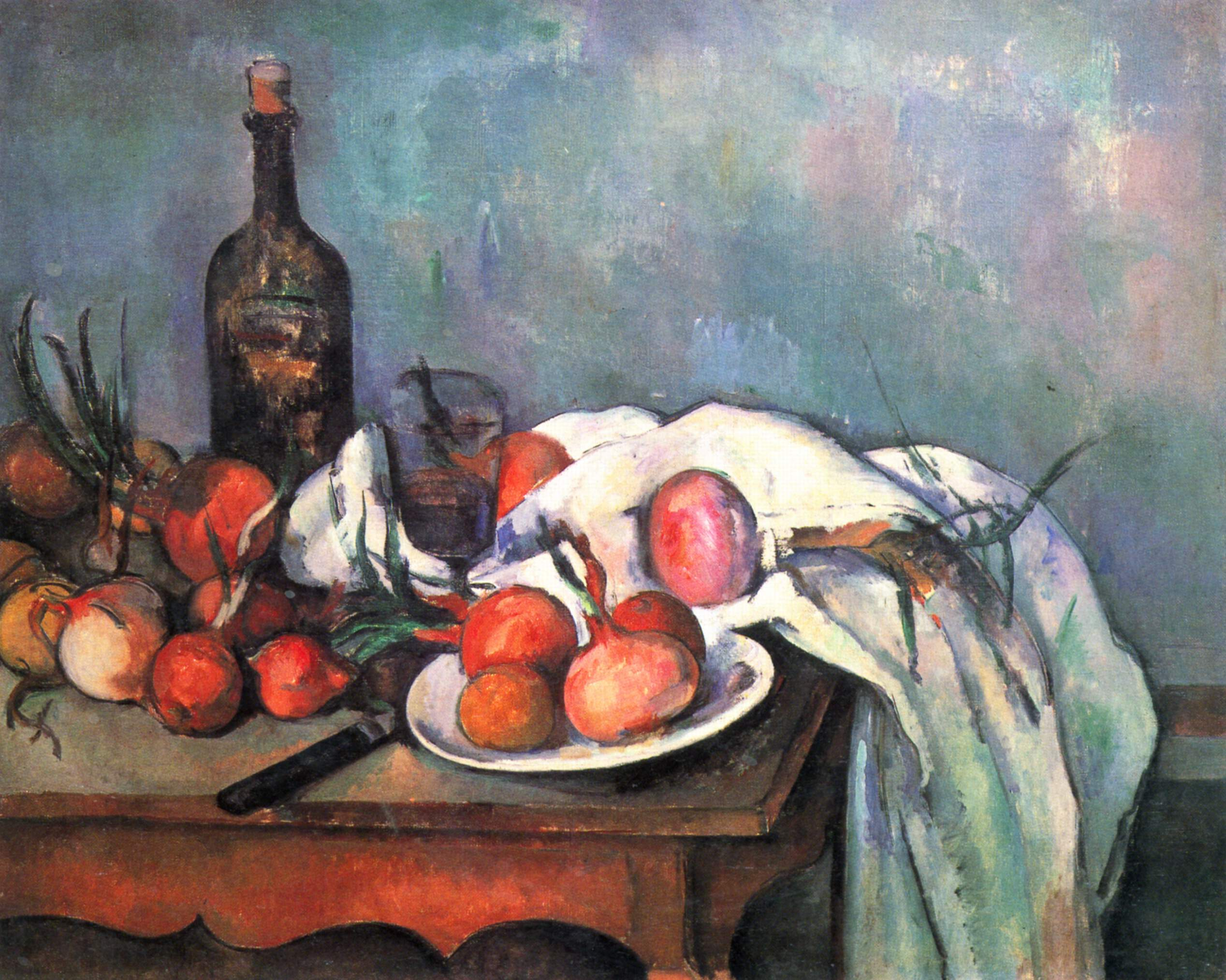
Paul Cézanne, 1896-1898

Matlök, kepalök eller lök (Allium cepa) är en växtart i familjen amaryllisväxter, vid sidan av purjolök, vitlök och gräslök. Beroende på utseende och användning finns många svenska namn, som gul lök, rödlök (även kallad "lodislök"), schalottenlök, potatislök, silverlök och syltlök.
Löken, den förtjockade växtdelen i marknivå (och i vissa fall stjälken – se calçot) används som grönsak och smaksättning i olika slags maträtter. Lök har förekommit i odling i åtminstone 3 000 år.

## Ursprung
Matlök kommer ursprungligen från Centralasien, där det i nordvästra Kina, Afghanistan och Uzbekistan fortfarande finns vildväxande lök av denna art. I Kina odlades lök redan för 3 000 år sedan, och i Egypten finns avbildningar av lök i pyramiderna. Romarna förde lökarna med sig till Nordeuropa och Columbus förde dem till Amerika. På medeltiden var lökodling vanlig, och man ansåg att lök hade många goda egenskaper, både som livsmedel och läkeört.

## Användning
Lök används ofta som både grönsak och krydda i stekta eller ugnsbakade rätter. Den ingår med en olja ofta som bas i olika kött-, bön- och tomatbaserade såser eller tillredningar. Lökens ofta starka smak begränsar ibland dess användbarhet som grönsak, men mildare varianter kan användas i sallader och bryning av lök gör smaken mindre stark.
En katalansk varietet av salladslök går under benämningen calçot. Denna odlas (i likhet med purjolök) för sina långa stjälkars skull och används ofta som en tidig vårprimör i grillat skick.
Lökskal används inom växtfärgning. Skal från gul lök ger gulröda färger, med en dragning åt orange. Man kan även färga påskägg med lökskal.

## Näringsvärde och hälsa
Matlök innehåller många nyttiga ämnen som olika antioxidanter, proteiner, flavonoider och flavonoiden quercetin (som ger gul färg åt gul lök). Det finns tecken på att de som äter mycket lök kan sänka risken för hjärt- och kärlsjukdomar samt flera olika cancertyper, inklusive bröst-, livmoder, mag-, prostata- och andra cancerformer.
I varieteten rödlök finns antocyanin (ger röd och lila färg).

### Tårade ögon
När man skär i lök med en trubbig kniv frigör löken ämnen som gör att ögonen tåras. Detta sker genom att gasen syn-propantial-S-oxid (C3H6OS) bildas, vilket irriterar neuroner i ögat och ger den välkända tåreffekten. Tårarna och svedan i ögonen kan hindras om man skär löken under rinnande vatten. Man kan även låta (den skalade) löken först ligga i ett kallt vattenbad i cirka 15 minuter, vilket minskar risken för tårar och sveda i ögonen när man sedan skär den. Ett annat sätt är att helt enkelt inte titta rakt ner i löken när man skär utan hålla ett visst avstånd, eller hålla till under köksfläkten. Med hjälp av tändstickor i mungiporna (med svavlet utåt) kan också utsöndrade svavelångor sugas upp av svavlet och därigenom minska mängden tårar. Det enklaste och effektivaste sättet är dock att använda en vass kniv.

## Sorter och namn

### Sortgrupper
Matlök är en mycket variationsrik art, och en rad olika typer har förädlats fram genom historien. Dessa sorter kan kategoriseras i följande grupper:[källa behövs]
- Aggregatum-gruppen - innehåller potatislök och schalottenlök. Sorterna bildar lökar i knippen som kan vara avlånga eller runda, vanligen med gult eller brunt skal.
- Gul lök-gruppen - representerar sorter som får stora lökar med gult eller brunt skal.
- Rödlök-gruppen innehåller sorter som får stora lökar med rött till purpurfärgat skal, och med mer eller mindre färgade "lökringar".
- Silverlök-gruppen - innehåller sorter som kan ha liten till stor lök, med vitt eller silvrigt lökskal. Sorterna används färska eller som inlagda. Gruppen är svår att avgränsa från Syltlök-gruppen, och flera av sorterna kan inräknas i båda grupperna, beroende på användning.
- Syltlök-gruppen - innehåller sorter med relativt liten lök, med vitt, gult eller – mer sällan – rött skal. Används ofta till inläggningar, men kan också konsumeras färsk.

Se även salladslök, en variant med outbildade lökar (av denna och andra växtarter) och där de långa stjälkarna används.

### Hybrider
En hybrid med matlök (A. cepa) är luftlöken (A. ×proliferum).

### Synonymer
Allium aobanum Araki
Allium cepa subsp. australe
Allium cepa var. australiorientale
Allium cepa var. boreale
Allium cepa var. borealiamericanum
Allium cepa var. medieuropeum
Allium cepa var. medirossicum
Allium cepa var. multiplicans Bailey
Allium cepa var. typicum Regel
Allium cepaeiforme G.Don
Allium esculentum Salisbury
Allium nigritanum A.Chevalier nom. inval.
Cepa alba Renault
Cepa esculenta (Salisbury) S.F.Gray
Cepa pallens Renault nom. inval.
Cepa vulgaris Garsault
Cepa vulgaris Renault nom. illeg.
Kepa esculenta (Salisbury) Rafinesque
Porrum cepa (Linnæus) Reichenbach
Aggregatum-gruppen
Allium angolense Baker
Allium ascalonicum sensu auct.
Allium ascalonicum var. condensum Millan
Allium ascalonicum var. fertile Millan
Allium ascalonicum var. sterile Millan
Allium cepa cvar. solaninum Alefeld
Allium cepa subsp. orientale Kazakova
Allium cepa var. aggregatum G.Don
Allium salota J.Dostál

## Bildgalleri

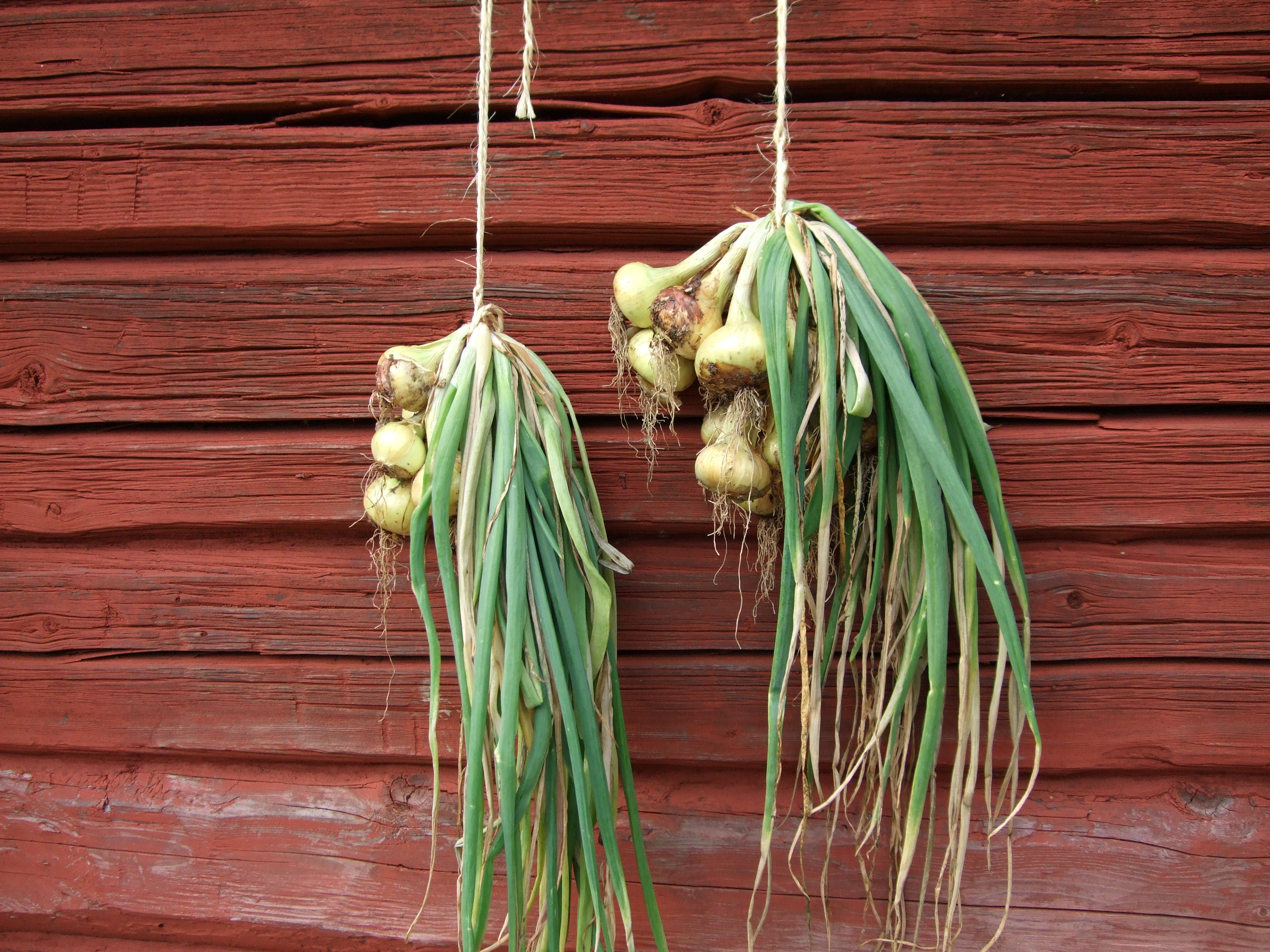
Skördad lök som hänger på tork.
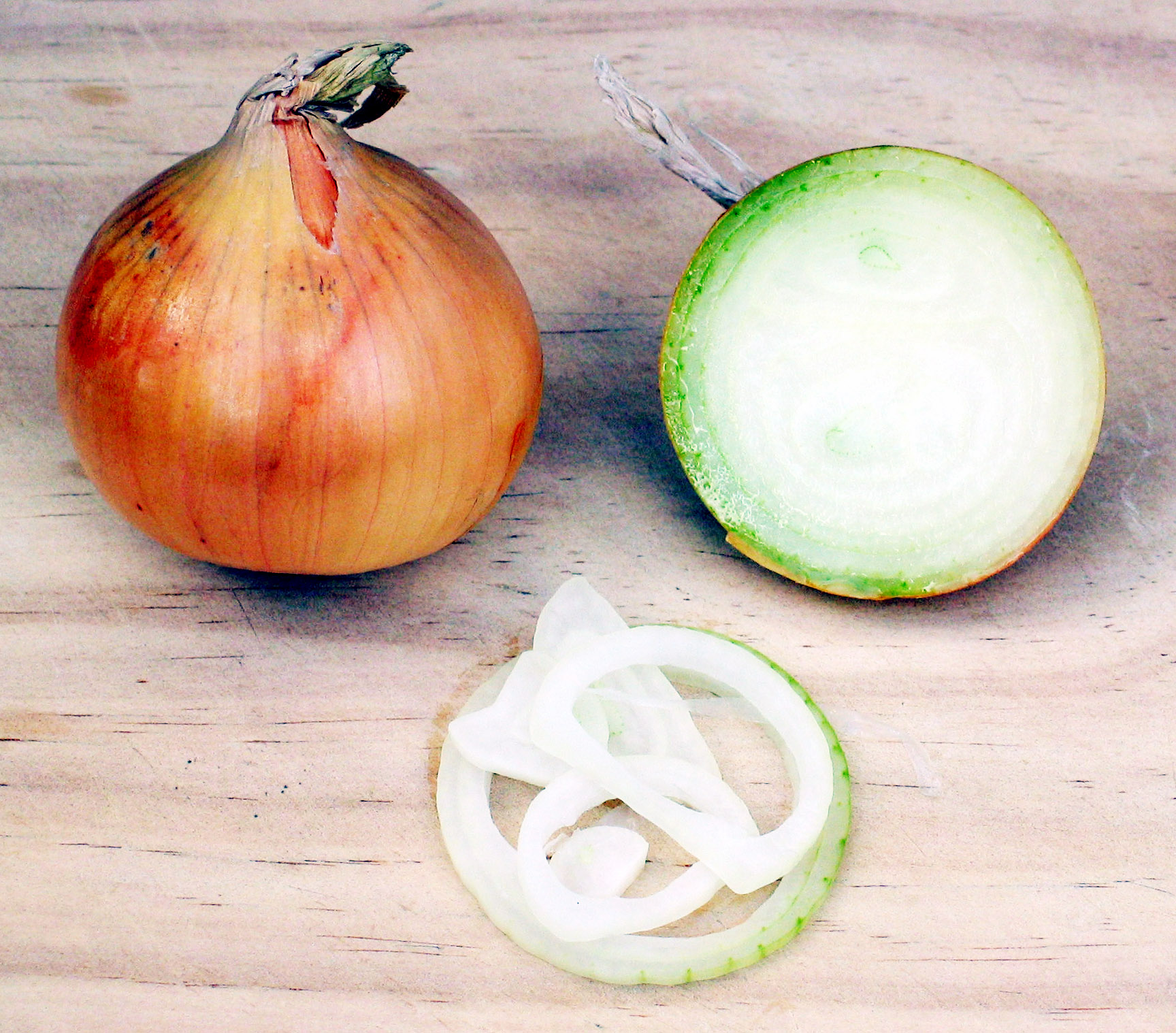
Uppskuren lök
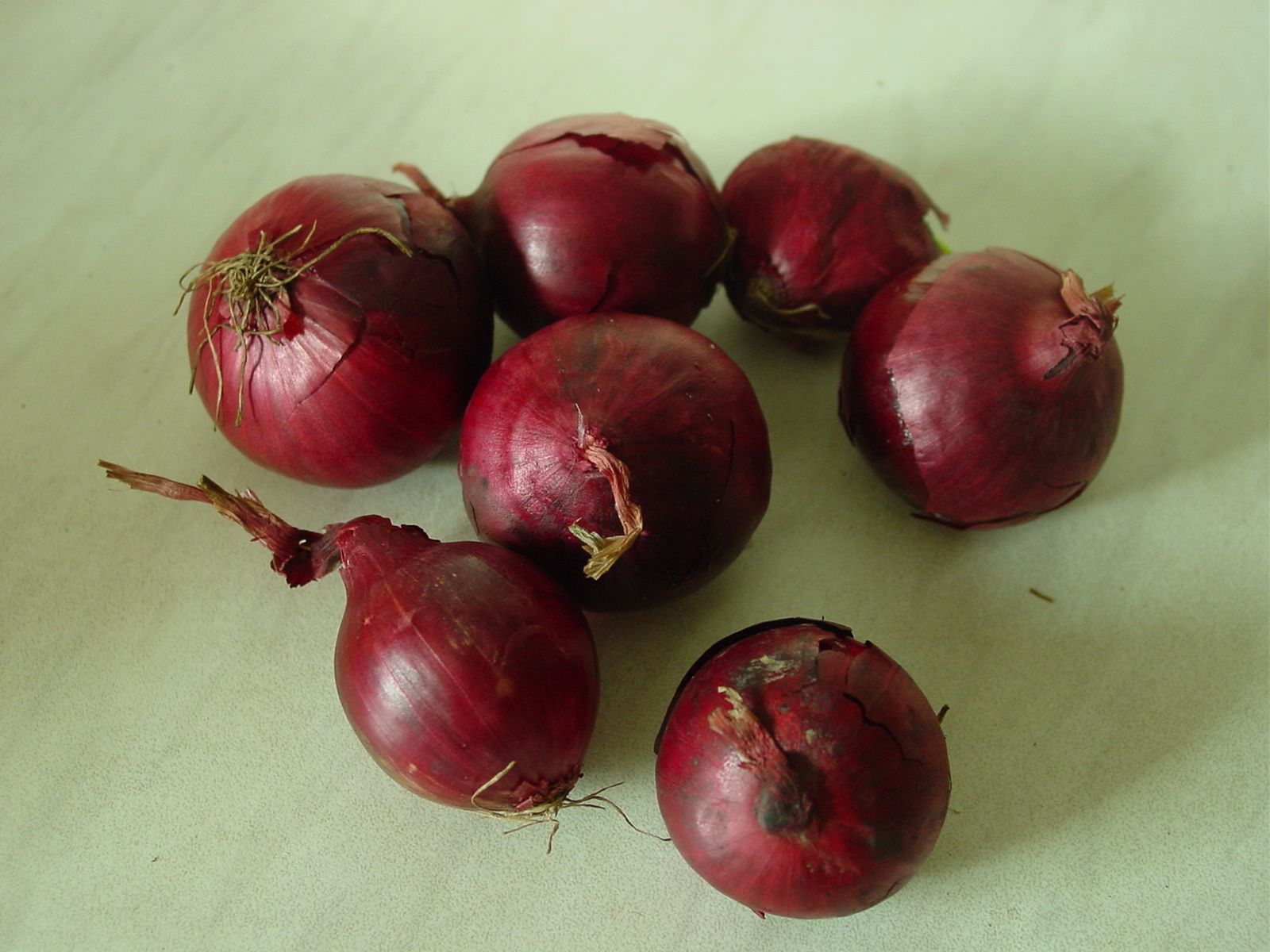
Rödlök.
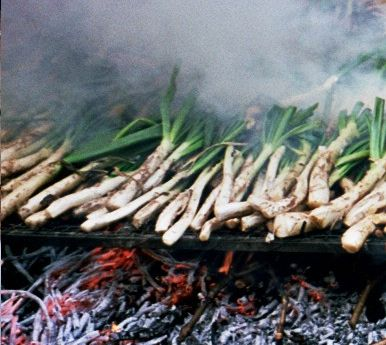
Calçot, en katalansk variant av salladslök, på grillen.